# Fischersdorf (Kaulsdorf)
Fischersdorf ist ein Ortsteil der Gemeinde Kaulsdorf im Landkreis Saalfeld-Rudolstadt in Thüringen.

## Geografie und Geologie
Fischersdorf ist an die vorbeiführende Bundesstraße 85 verkehrsmäßig angeschlossen. Der Ort liegt am rechten Ufer der nach Saalfeld fließenden Saale. Rechts und links sind die Hänge und Anhöhen sowie die Berge mit Wald bewachsen. Zwischen diesem hügeligen Land sind größere, auf Etagen liegende Hochflächen landwirtschaftlich genutzt. Das Südostthüringer Schiefergebirge wird durch Auestandorte unterbrochen und teilweise abgelöst.

## Geschichte
250 Einwohner sind im am 21. März 1400 urkundlich erstmals erwähnten Dorf beheimatet. Früher wurde im Ort Bergbau auf Silber und Cobalt betrieben. Später gewann man Alaun und Schiefer. Die 1835 erbaute Kirche wurde auf den Grundmauern einer Kapelle errichtet. Der Ort lag bis 1918 im Leutenberger Gebiet der Oberherrschaft des Fürstentums Schwarzburg-Rudolstadt.
Bis in die Gegenwart spielt die Landwirtschaft im Ort eine Rolle.

## Persönlichkeiten
- Arthur Möller (* 1863 in Fischersdorf; † 1903 in Eichicht), Komponist und Kapellmeister